# Barbara Mroczko
Barbara Mroczko (ur. 1968 w Białymstoku) – polska naukowiec, lekarz, diagnosta laboratoryjny, profesor nauk medycznych.

## Życiorys
Urodziła się w 1968 w Białymstoku. W 1993 ukończyła kierunek lekarski na Akademii Medycznej w Białymstoku. Od 1994 zatrudniona w Zakładzie Diagnostyki Biochemicznej AMB na stanowiskach asystenta, a następnie adiunkta (2000). W 1998 pod kierunkiem prof. Macieja Szmitkowskiego obroniła pracę doktorską "Hematopoetyczne czynniki wzrostu (HGFs) jako markery choroby nowotworowej w prognozowaniu i monitorowaniu przebiegu niedrobnokomórkowego raka płuc" uzyskując stopień naukowy doktora nauk medycznych. W 2001 otrzymała stypendium Europejskiego Kongresu Chemii Klinicznej i Medycyny Laboratoryjnej w Pradze. W 2005 na podstawie osiągnięć naukowych i złożonej rozprawy "Cytokiny hematopoetyczne jako markery nowotworowe" otrzymała stopień naukowy doktora habilitowanego. W 2009 uzyskała tytuł naukowy profesora. W 2009 i 2011 odbyła staże naukowe w Laboratory for Clinical Neurochemistry and Neurochemical Dementia Diagnostics, Department of Psychiatry and Psychotherapy, Universitätsklinikum Erlangen w Niemczech. W 2012 w ramach stypendium wyjechała do Fatebene Fratelli Hospital, Isola Tiberina w Rzymie.  Posiada specjalizację II stopnia z diagnostyki laboratoryjnej.
Od 2012, czyli od powstania jednostki, kierownik Zakładu Diagnostyki Chorób Neurozwyrodnieniowych UMB. Pełnomocnik Rektora ds. Zapewnienia i Doskonalenia Jakości Kształcenia UMB.

## Odznaczenia
- Brązowy Krzyż Zasługi (2020)[4]